# Ilja Wjatscheslawowitsch Proskurjakow
Ilja Wjatscheslawowitsch Proskurjakow (russisch Илья Вячеславович Проскуряков; englische Transkription: Ilya Vyacheslavovich Proskuryakov; * 21. Februar 1987 in Surgut, Russische SFSR) ist ein russischer Eishockeytorwart, der zuletzt bei Dinamo Riga aus der Kontinentalen Hockey-Liga (KHL) unter Vertrag stand.

## Karriere
Ilja Proskurjakow begann seine Karriere als Eishockeyspieler beim HK Metallurg Magnitogorsk, für den er in der Saison 2004/05 sein Debüt in der Russischen Superliga gab. Zuvor war er bereits im Jugendbereich für den Verein aktiv gewesen. In der Saison 2006/07 wurde der Torwart mit Metallurg erstmals in seiner Karriere Russischer Meister. Proskurjakow, der in seinen ersten fünf Jahren in Magnitogorsk regelmäßig für deren zweite Mannschaft in der dritten russischen Liga aufgelaufen war, wurde in der Saison 2008/09 Stammtorhüter Metallurgs in der neugegründeten Kontinentalen Hockey-Liga. Dort bildete er nach dem Weggang von Travis Scott ein Duo mit dem Weißrussen Andrej Mesin. In der Hauptrunde der Spielzeit hütete Proskurjakow 40-mal, sowie neunmal in den Playoffs, das Tor seines Heimatklubs. In einer der Partien vollbrachte er das seltene Kunststück als Torhüter selbst ein Tor zu erzielen. Gegen Ak Bars Kasan traf der Schlussmann kurz vor Ende des Spiels in das verwaiste gegnerische Tor.
Anfang Februar 2011 wurde Proskurjakow im Rahmen eines Tauschhandels zum HK ZSKA Moskau geschickt, der im Gegenzug Georgi Mischarin erhielt. Proskurjakow blieb aber nur bis zum Ende der Saison beim ZSKA und kam in dieser Zeit auf drei Einsätze in der KHL. Im Juli 2011 wurde Proskurjakow vom HK Traktor Tscheljabinsk für ein Jahr verpflichtet und kehrte nach Ablauf des Vertrages zum ZSKA zurück. Beim ZSKA agierte Proskurjakow in der Folge meist als zweiter Torhüter und kam in den Spielzeiten 2012/13 und 2013/14 jeweils 20 KHL-Partien. Nach Beginn der Saison 2014/15 wurde Proskurjakow – nach der Verpflichtung von Stanislaw Galimow und Kevin Lalande war er nur noch dritter Torhüter – zusammen mit Nikita Lissow an  Admiral Wladiwostok abgegeben, im Gegenzug wechselte Michail Naumenkow zum ZSKA.
Im Mai 2015 wechselte er im Rahmen eines Tauschgeschäfts von Admiral Wladiwostok zu Torpedo Nischni Nowgorod. Zwischen Mai 2017 und dem Ende der Saison 2017/18 stand Proskurjakow beim HK Jugra Chanty-Mansijsk unter Vertrag, der keine Lizenz für die folgende Saison erhielt und in die Wysschaja Hockey-Liga abstieg. Im November 2018 unterschrieb er einen Vertrag bei den Krefeld Pinguinen aus der Deutschen Eishockey Liga (DEL). Zur Spielzeit 2019/20 kehrte er nach Russland zurück und absolvierte die Spielzeit beim HK Sotschi in der KHL. Im Juli 2020 wechselte er schließlich zum Zweitligisten HK Jugra Chanty-Mansijsk, wo sein Vertrag aber nach nur wenigen Tagen im beiderseitigen Einvernehmen aufgelöst wurde und er sich Dinamo Riga aus der KHL anschloss. Für Dinamo absolvierte er 14 KHL-Partien, ehe er im Dezember 2020 entlassen wurde.

### International
Für Russland nahm Proskurjakow an der U18-Junioren-Weltmeisterschaft 2005 teil, bei der er mit seiner Mannschaft den fünften Platz belegte.

## Erfolge und Auszeichnungen
- 2007 Russischer Meister mit dem HK Metallurg Magnitogorsk
- 2009 Alexei-Tscherepanow-Trophäe
- 2009 KHL-Torwart des Monats September
- 2016 KHL-Torwart des Monats September